# Krylatskoje (metrostation Moskou)
Krylatskoje (Russisch: Крылатское) is een station aan de Arbatsko-Pokrovskaja-lijn van de Moskouse metro.  Het station is gebouwd rond het thema  gymnastiek en sport.  
Architectonisch is het station een bijzonderheid door het asymmetrische gewelf dat aan één kant op een marmeren wand rust en aan de andere kant tot de bodem doorloopt. In het gewelf zijn nissen aangebracht met verlichtingselementen. Toen het station geopend werd was het het eindpunt van lijn 4. De westelijke tak van lijn 7 naar Strogino, die in het metroplan uit de jaren 60 was opgenomen, is niet gebouwd en om de wijken op de westoever van de Moskva toch aansluiting op de metro te bieden is de lijn in 2007 doorgetrokken naar Strogino en later nog verder naar het noorden. Op 7 januari 2008 was ook de verlengde tunnel van lijn 3 gereed en werden de westelijke stations van lijn 4, waaronder Krylatskoje, overgeheveld naar lijn 3. 